# 羅教
羅教（らきょう）は、明の正徳年間（1506年 - 1518年）に羅祖が開創したとされる中国の民間宗教である。また、無為教（むいきょう）とも呼ばれる。教祖自らの宗教観を説いた『五部六冊』を作成し、その後の中国に多数現れた宝巻形式の経典を持つ民間宗教結社に影響を与えた。

## 概要
仏教系の民間宗教においては、浄土教系に属する白蓮教に対して、禅宗系の民間宗教の代表として、羅教が挙げられる。とりわけ『金剛般若経』に基づいた無為解脱の無為法を説く。その教風は、個人主義的な勤学・清修を特色としている。
当初は、その教徒には、聖典に注釈を施したり、宝巻や語録を著述する者が見られたが、やがて、秘密の行法を伝習する秘密宗教化した。明代では、雲棲祩宏や紫柏真可に代表される伝統仏教の既成教団から、白蓮教に類した邪教として激しく排斥を受けた。時代が下がって清代になると、支配者・官憲の手によって取り締まられるようになる。羅教の教線は、福建省・江蘇省・安徽省・浙江省・江西省など、江南地方に拡大していた。
羅教の系統の結社は、各地に斎堂を建立し、そこを中心に活動を行った。斎堂では、教祖の羅祖を祀り、天・地などの諸像と共に信者に礼拝させた。羅教は、その初期から、漕運業者（水夫集団）や運搬業者などに信仰されていた。そこから、清代には、運糧水手が組織した秘密結社である青幇との結びつきが生まれることとなった。

## 教義
羅教の思想の中心は「空」と呼ばれる宇宙万物の本体にある。「空」は原初から存在し、この世のすべてはこの「空」から流出・生成したとされ、万物は「空」の化体であり「空」と一体無二とであるという。五部六冊は仏教書からの引用が多数みられるが、羅教の「空」は大乗仏教の「空」とは概念が異なり、むしろ老荘思想の「空」に近い。さらに、羅教では「心」の働きを重視しており、「心」こそが仏であり本体であると気付くことで、誰もが悟りを得ることができるとされている。
『五部六冊』には具体的な悟りへの方法は示されておらず、各人の主体性に任される形になっている。羅祖の死後、羅教はいくつもの系統に分派して行き、その教義も多様となっていく。
『五部六冊』では宇宙万物の本体を、老真空・無生老母・無極老祖・本来面目・家郷・自己光などと呼んだ。これらはあくまで抽象的な概念に過ぎなかったが、次第に実体化・神格化し始め、信者からの礼拝を受けるようになっていった。こうして宇宙万物の本体は悟るべき主体から、彼岸に存在する帰依すべき客体へと変化していった。また、羅教は当初白蓮教や弥勒信仰を邪教・邪法として批判していたが、信者の増加と万物一体観の発展から明末清初の時代にはこれらとの習合が起こった。

## 五部六冊
その根本経典は、『五部六冊』と呼ばれる宝巻であり、1509年（正徳4年）の成立である。
1. 苦功悟道巻　　　　　　　　　　　1冊
2. 嘆世無為巻　　　　　　　　　　　1冊
3. 破邪顕証鑰匙巻　　　　　　　　2冊
4. 正信除疑無修証自在宝巻　　1冊
5. 巍巍不動泰山深根結果宝巻　1冊

## 信徒のランク
信徒には、禅僧や居士が多く含まれていたが、その入信以後の修行の階梯によって、9つのランクに分けられていた。
1. 空空　（教主）
2. 太空　（教区長）
3. 清虚　（伝道師）
4. 書記　（文書・記録の担当者）
5. 大引　（五戒を堅持する者）
6. 小引
7. 三乗　（誦経者）
8. 大乗　（新参者）
9. 小乗　（新参者）

書記以下が在家で、清虚以上が出家者である。また、上記の9ランクに入らない職として、「菜頭」があった。菜頭は、斎堂の一切の管理を任された者で、儀式や祭祀の一切を任され、全教徒を管轄していた。